# 감귤박물관
감귤박물관은 제주특별자치도 서귀포시 소재의 공립 박물관이다.

## 연혁
- 2005. 02. 25 서귀포감귤박물관 개관